# Lijst van Belgische adelsverheffingen 1967
Personen die in 1967 werden opgenomen in de Belgische adel of een adellijke titel verwierven.

## Graaf
- Jacques Francqui (1918-1991), erfelijke adel en de titel graaf, overdraagbaar bij eerstgeboorte.
- Jonkheer Eric de Villegas de Clercamp (1924-1993), voorzitter van de Generale Bank, de titel graaf, overdraagbaar bij eerstgeboorte.

## Gravin
- Madeleine Francqui, weduwe van Lucien Francqui, minister van staat, de titel van gravin.

## Burggraaf
- Guy le Hardy de Beaulieu (1921- ), uitbreiding van de titel burggraaf tot zijn zoons, overdraagbaar bij eerstgeboorte door elk van die zoons (hij had slechts één zoon).

## Baron
- Charles Bracht, erfelijke adel en de titel baron, overdraagbaar bij eerstgeboorte.
- Jonkheer Vincent de Callataÿ (1900-1977), de persoonlijke titel baron.
- Jonkheer Pierre-Louis de Chestret de Haneffe (1894-1975), de persoonlijke titel baron.
- Baron Thierry Fallon (1906- ), kolonel, uitbreiding van de titel baron op alle afstammelingen die de naam dragen.
- Emile Genon (1898-1972), afgevaardigd bestuurder IBM België, erfelijke adel en persoonlijke titel baron.
- James Van Luppen (1899-1974), afgevaardigd bestuurder Ford Motor Company Belgium, erfelijke adel en persoonlijke titel baron.
- Ernest Mélot (1908- ), advocaat, erfelijke adel en titel baron, overdraagbaar bij eerstgeboorte.
- Jonkheer Laurent Wolters (1901-1994), voorzitter Petrofina, de persoonlijke titel baron.
- Ridder Pierre de Wouters d'Oplinter (1905-1995), bankier, de titel baron, overdraagbaar bij eerstgeboorte.

## Ridder
- Jonkheer Michel-Charles Cleenewerck de Crayencour (1913-1976), de titel ridder, overdraagbaar bij eerstgeboorte.
- Charles Everarts de Velp (1909-2002), secretaris van koning Leopold III, erfelijke adel en de titel ridder, overdraagbaar bij eerstgeboorte.
- Jonkheer Antoine van den Hove d'Ertsenryck (1901-1988), voorzitter van de rechtbank van eerste aanleg in Turnhout, de titel ridder, overdraagbaar bij eerstgeboorte.
- Jonkheer Xavier Janne d'Othée (1883-1978), de titel ridder, overdraagbaar bij eerstgeboorte.
- Jacques Pastur (1911-1969), piloot, erfelijke adel en de persoonlijke titel ridder.
- Jonkheer Etienne de Spot (1910-2002), de titel ridder, overdraagbaar bij eerstgeboorte.
- Henri Vandewijer (1925- ), hoogleraar, erfelijke adel en de persoonlijke titel ridder.
- Paul Vercruysse (1922- ), hoger ambtenaar, erfelijke adel en de titel ridder, overdraagbaar bij  eerstgeboorte.
- Jonkheer Evrard de le Vingne (1923- ), de titel ridder, overdraagbaar bij eerstgeboorte.
- Louis De Wolf (1884-1976), erfelijke adel en de persoonlijke titel ridder.

## Jonkheer
- William de Clercq, raadsheer bij het Hof van Beroep in Gent, erfelijke adel.
- Oscar Coomans de Brachène (1915-2003), erfelijke adel.
- Oscar-Eugène Coomans de Brachène (1885-1979), burgemeester van Aarschot, erfelijke adel.
- Eric Delvaux de Fenffe (1930- ), erfelijke adel.
- Alain Delvaux de Fenffe (1936- ), erfelijke adel.
- Robert Desprechins (1914-1997), erfelijke adel.
- Emile Francqui (1947- ), erfelijke adel.
- Patrick Francqui (1951- ), erfelijke adel.
- Jean Lemaigre (1905-1976), advocaat, voorzitter Glaverbel, erfelijke adel.
- Henri Mertens de Wilmars (1910- ), erfelijke adel
- Josse Mertens de Wilmars, volksvertegenwoordiger, erfelijke adel.
- André Mertens de Wilmars (1914- ), erfelijke adel.
- Jacques Mertens de Wilmars (1917-1986), hoogleraar, erfelijke adel.
- Maurice Naveau de Marteau (1898-1972), erfelijke adel.
- Henri Nolf (1893-1970), erfelijke adel.
- Pierre Nolf (1904-1981), erfelijke adel.
- Stanislas Nolf (1937- ), erfelijke adel.
- Bernard Nolf (1948- ), erfelijke adel,
- Christian Nolf (1905-1986), erfelijke adel.
- Victor Roberti (1919-1991), erfelijke adel.
- Jacques Roberti (1910- ), erfelijke adel.
- Fernand Roberti (1915- ), erfelijke adel.
- Jean-Victor Roberti (1918-1994), erfelijke adel.
- Joseph Roberti (1906-1989), erfelijke adel.
- Adrien Roberti (1907-1989), erfelijke adel.
- Philippe Roberti (1909-1986), erfelijke adel.

## Jonkvrouw
- Kathleen Francqui (1945- ), persoonlijke adel.
- Rose-Marie Nolf (1938- ), persoonlijke adel.
- Sabine Nolf (1940- ), persoonlijke adel.
- Cathelyne Nolf (1941- ), persoonlijke adel.